# 구마가이 앤드류
구마가이 앤드류(일본어: 熊谷 アンドリュー, 1993년 6월 6일 ~ )는 일본의 축구 선수이다.

## 구단 경력
그는 2012년부터 J리그의 요코하마 F. 마리노스, 쇼난 벨마레, 츠바이겐 가나자와, 제프 유나이티드 지바에서 뛰었다.